# Quatrième district congressionnel de l'Illinois
Le 4e district congressionnel de l'Illinois est un district de l'État américain de l'Illinois, il comprend une partie du Comté de Cook et est représenté par le Démocrate Jesús « Chuy » García depuis janvier 2019.
En novembre 2017, le titulaire Luis Gutiérrez a annoncé qu'il se retirerait du Congrès à la fin de son mandat actuel et qu'il ne chercherait pas à être réélu en 2018,. Jesús « Chuy » García a été élu le 6 novembre 2018.
Il a été présenté par The Economist comme l'un des districts congressionnels les plus étrangement dessinés du pays en présentant les caractéristiques du Gerrymandering, a inspiré une police de caractères humoristique, Ugly Gerry, et a été surnommé « cache-oreilles » en raison de sa forme. Il a été créé après que les tribunaux fédéraux ont ordonné la création d'un district majoritairement hispanique dans la région de Chicago. L'Assemblée Générale de l'État a répondu en regroupant deux parties majoritairement hispaniques de Chicago dans un seul district.
Ce district couvre deux bandes allant d'est en ouest à travers la ville de Chicago, du côté ouest se poursuivant dans de plus petites portions de certaines zones suburbaines du Comté de Cook, entourant le 7e district congressionnel de l'Illinois. La partie nord est en grande partie portoricaine, tandis que la partie sud est fortement mexicano-américaine. Les deux sections ne sont reliées que par un morceau de l'Interstate 294 à l'ouest ; l'autoroute est dans le quartier alors que les zones environnantes ne le sont pas. C'est le plus petit district congressionnel en dehors de New York et de la Californie.

## Histoire
Le 4e district congressionnel de l'Illinois a été formé à l'origine en 1842. Il comprenait 17 comtés, qui étaient Cook, Lake, McHenry, Boone, De Kalb, Kane, DuPage, Will, Kendall, Grundy, LaSalle, Bureau, Livingston, Iroquois, McLean, Vermillon et de Champaign. Au-delà de cela, les comtés de Ford et de Kankakee faisaient respectivement partie des comtés de Vermillion et d'Iroquois à ce stade et donc dans les limites du district.
Lors du redécoupage après le recensement des États-Unis de 1990, le maire de Chicago Richard M. Daley et le gouverneur Jim Edgar voulaient tous deux un district latino, car les Latinos étaient le groupe démographique à la croissance la plus rapide de l'État à l'époque. En juin 1991, le membre du Congrès Dennis Hastert, un Républicain de banlieue, a intenté une action en justice fédérale affirmant que la carte du Congrès existante était inconstitutionnelle ; les limites actuelles des districts congressionnels ont émergé à la suite de cette action en justice. Un panel de trois juges du tribunal de district fédéral a adopté la carte proposée par Hastert et d'autres membres républicains de la délégation du Congrès de l'Illinois. Les poursuites judiciaires ultérieures contestant le redécoupage comme raciste n'ont pas réussi à redessiner les limites du district. Le quartier, tel qu'il était en 2009, mesurait à certains endroits moins de 50 mètres de large et certaines parties ne couvraient pas plus d'un pâté de maisons.

## Géographie

### Redécoupage de 2011
Le 4e district comprend la communauté de Chicago de Brighton Park, en plus de la quasi-totalité d'Hermosa, du Lower West Side et de Gage Park ; des parties d'Albany Park, Irving Park, Avondale, Logan Square, West Town , Humboldt Park, Belmont Cragin, Austin, McKinley Park, South Lawndale, New City, West Elsdon et Archer Heights ; des portions de Bridgeport au bord de la rivière ; la partie du centre nord au sud-ouest de Clybourn Avenue et la pointe nord-ouest de Lincoln Park. Depuis le redécoupage de 2011, le district comprend également des parties de Berwyn, Brookfield, Cicero, Lyons, Melrose Park, Riverside, River Forest et Elmwood Park.

### Redécoupage de 2021
| #  | Comté  | Siège   | Population |
| -- | ------ | ------- | ---------- |
| 31 | Cook   | Chicago | 5 087 072  |
| 43 | DuPage | Wheaton | 921 213    |

### Villes et CDP de 10 000 habitants ou plus
- Chicago - 2 665 039
- Cicero - 85 268
- Oak Lawn - 58 362
- Berwyn - 57 250
- Elmhurst - 45 786
- Burbank - 29 439
- Melrose Park - 24 796
- Maywood - 23 512
- Brookfield - 19 476
- Bellwood - 18 789
- Franklin Park - 18 467
- Hinsdale - 17 395
- Bridgeview - 17 027
- La Grange - 16 321
- La Grange Park - 13 475
- Northlake - 12 840
- Summit - 11 617
- Burr Ridge - 11 192
- Lyons - 10 817
- River Grove - 10 612

### Villes de 2 500 - 10 000 habitants
- Riverside - 9 298
- Clarendon Hills - 8 702
- Oak Brook - 8 163
- North Riverside - 7 426
- Stickney - 7 110
- Berkeley - 5 338
- Stone Park - 4 576

En raison du redécoupage de 2020, ce district sera principalement basé autour Southwest Side de Chicago et du centre du Comté de Cook, ainsi que sur une partie de l'est de DuPage.
Le 3e district englobe les quartiers de Chicago de Brighton Park, West Elsdon et South Lawndale, la plupart de New City, Pilsen et Chicago Lawn, la partie de Clearing à l'est de S Austin Ave et W Austin Ave, l'est de Garfield Ridge, et la moitié de Bridgeport à l'ouest de S Halsted St.
En dehors des limites de la ville de Chicago, ce district englobe les communautés du Comté de Cook de Brookfield, Burbank, Berwyn, Cicero, Brookfield, Forest View, Lyons, Hinsdale (partagé avec le Compté de DuPage), Melrose Park, Northlake, McCook, Riverside, Stickney, Stone Park et Summit; la plupart de Berkeley; la portion de Franklin Park au sud de Franklin Ave; et des parties de Bellwood, Bridgeview, La Grange, La Grange Park, Maywood, North Riverside, Oak Lawn et River Grove.
Le Comté de DuPage est divisé entre ce district et le 6e district. Ils sont divisés par l'Illinois Highway 64, York St, Euclid Ave, Illinois Highway 38, Illinois Highway 83, West 22nd St, Kingston Dr, Regent Drive, 31st St, Kingey Highway, East Ogden Ave, Naperville Rd, Middaugh Rd, West Chicago Ave, North Prospect Ave, Walker Ave, 55th St, and 59th St. Le 4e district englobe les municipalités de Hinsdale (partagé avec le Comté de Cook); et des parties de Clarendon Hills, Elmhurst et une partie d'Oak Brook.

## Historique de vote
Ce tableau indique comment le district a voté aux élections présidentielles américaines ; les résultats des élections reflètent le vote dans la circonscription telle qu'elle était configurée au moment de l'élection, et non telle qu'elle est configurée aujourd'hui.
| Année | Poste     | Résultats               |
| ----- | --------- | ----------------------- |
| 2000  | Président | Gore 76,0 % – 19,0 %    |
| 2004  | Président | Kerry 79,0 % – 21,0 %   |
| 2008  | Président | Obama 81,0 % – 18,0 %   |
| 2012  | Président | Obama 81,0 % – 17,0 %   |
| 2016  | Président | Clinton 82,0 % – 13,0 % |
| 2020  | Président | Biden 81,0 % – 17,0 %   |

Ce tableau indique comment le district a voté lors des récentes élections à l'échelle de l'État ; les résultats des élections reflètent le vote dans la circonscription telle qu'elle est actuellement configurée, pas nécessairement telle qu'elle était au moment de ces élections.
| Année | Poste              | Résultats                   |
| ----- | ------------------ | --------------------------- |
| 2016  | Président          | Clinton 72,4 % – 21,7 %     |
| 2016  | Sénat              | Duckworth 68,7 % – 24,9 %   |
| 2018  | Gouverneur         | Pritzker 70,5 % – 25,2 %    |
| 2018  | Procureur Générale | Raoul 69,3 % – 27,9 %       |
| 2018  | Secrétaire d'État  | White 81,3 % – 15,7 %       |
| 2020  | Président          | Biden 72,3 % – 25,9 %       |
| 2020  | Sénat              | Durbin 69,4 % – 21,9 %      |
| 2022  | Sénat              | Duckworth 70,0 % – 28,2 %   |
| 2022  | Gouverneur         | Pritzker 68,5 % – 28,7 %    |
| 2022  | Procureur Générale | Raoul 68,0 % – 29,3 %       |
| 2022  | Secrétaire d'État  | Giannoulias 68,9 % – 28,7 % |

## Représentants connus
| Membres                 | Notes |
| ----------------------- | --- |
| John Wentworth          | Élu 21e Maire de Chicago (1860 - 1861) |
| William Kellogg         | Nommé Juge en Chef de la Cour Suprême Territorial du Territoire du Nebraska (1865 - 1867) |
| John B. Hawley (en)     | A servi comme Capitaine dans l'Armée de l'Union durant la Guerre de Sécession. |
| Daniel W. Mills (en)    | A servi comme Capitaine dans l'Armée de l'Union durant la Guerre de Sécession. |
| Stephen A. Hurlbut      | A servi comme Major Général dans l'Armée de l'Union durant la Guerre de Sécession (1861 - 1865) Nommé Ambassadeur des États-Unis en Colombie (1869 - 1872) Nommé Ambassadeur des États-Unis au Pérou (1881 - 1882) |
| Walter C. Newberry (en) | A servi comme Brigadier Général dans l'Armée de l'Union durant la Guerre de Sécession (1861 - 1865) |
| Abner C. Harding (en)   | A servi comme Brigadier Général dans l'Armée de l'Union durant la Guerre de Sécession (1862 - 1863) |
| George M. O'Brien       | A servi comme Lieutenant-Colonel pour l'U.S. Army Air Force durant la Seconde Guerre Mondiale (1941 - 1945) |

## Liste des Représentants du district
| Membre                        | Parti                          | Années                           | Congrès     | Histoire électorale |
| ----------------------------- | ------------------------------ | -------------------------------- | ----------- | --- |
| District créée le 4 mars 1843 |                                |                                  |             | |
| John Wentworth                | Démocrate                      | 4 mars 1843 - 3 mars 1851        | 28e - 31e   | Élu en 1842. Réélu en 1844. Réélu en 1846. Réélu en 1848. |
| Richard S. Molony (en)        | Démocrate                      | 4 mars 1851 - 3 mars 1853        | 32e         | Élu en 1850. |
| James Knox (en)               | Whig                           | 4 mars 1853 - 3 mars 1855        | 33e         | Élu en 1852. Réélu en 18544. |
| James Knox (en)               | Opposition (États du Sud) (en) | 4 mars 1855 - 3 mars 1857        | 34e         | Élu en 1852. Réélu en 18544. |
| William Kellogg               | Républicain                    | 4 mars 1857 - 3 mars 1863        | 35e - 37e   | Élu en 1856. Réélu en 1858. Réélu en 1860. |
| Charles M. Harris (en)        | Démocrate                      | 4 mars 1863 - 3 mars 1865        | 38e         | Élu en 1862. |
| Abner C. Harding (en)         | Républicain                    | 4 mars 1865 - 3 mars 1869        | 39e , 40e   | Élu en 1864. Réélu en 1866. |
| John B. Hawley (en)           | Républicain                    | 4 mars 1869 - 3 mars 1873        | 41e , 42e   | Élu en 1868. Réélu en 1870. Redécoupage vers le 6e district. |
| Stephen A. Hurlbut            | Républicain                    | 4 mars 1873 - 3 mars 1877        | 43e , 44e   | Élu en 1872. Réélu en 1874. |
| William Lathrop (en)          | Républicain                    | 4 mars 1877 - 3 mars 1879        | 45e         | Élu en 1876. |
| John C. Sherwin (en)          | Républicain                    | 4 mars 1879 - 3 mars 1883        | 46e , 47e   | Élu en 1878. Réélu en 1880. |
| George E. Adams (en)          | Républicain                    | 4 mars 1883 - 3 mars 1891        | 48e - 51e   | Élu en 1882. Réélu en 1884. Réélu en 1886. Réélu en 1888. |
| Walter C. Newberry (en)       | Démocrate                      | 4 mars 1891 - 3 mars 1893        | 52e         | Élu en 1890. |
| Julius Goldzier (en)          | Démocrate                      | 4 mars 1893 - 3 mars 1895        | 53e         | Élu en 1892. |
| Charles W. Woodman (en)       | Républicain                    | 4 mars 1895 - 3 mars 1897        | 54e         | Élu en 1894. |
| Daniel W. Mills (en)          | Républicain                    | 4 mars 1897 - 3 mars 1899        | 55e         | Élu en 1896. |
| Thomas Cusack (en)            | Démocrate                      | 4 mars 1899 - 3 mars 1901        | 56e         | Élu en 1898. |
| James McAndrews (en)          | Démocrate                      | 4 mars 1901 - 3 mars 1903        | 57e         | Élu en 1900. Redécoupage vers le 5e district. |
| George P. Foster (en)         | Démocrate                      | 4 mars 1903 - 3 mars 1905        | 58e         | Redécoupage depuis le 3e district et réélu en 1902. |
| Charles S. Wharton (en)       | Républicain                    | 4 mars 1905 - 3 mars 1907        | 59e         | Élu en 1904. |
| James T. McDermott (en)       | Démocrate                      | 4 mars 1907 - 21 juillet 1914    | 60e - 63e   | Élu en 1906. Réélu en 1908. Réélu en 1910. Réélu en 1912. Démissionne. |
| Vacant                        | Vacant                         | 21 juillet 1914 - 3 mars 1915    | 63e         | |
| James T. McDermott (en)       | Démocrate                      | 4 mars 1915 - 3 mars 1917        | 64e         | Réélu en 1914 pour terminer son propre mandat. |
| Charles Martin (en)           | Démocrate                      | 4 mars 1917 - 28 octobre 1917    | 65e         | Élu en 1916. Décès. |
| Vacant                        | Vacant                         | 28 octobre 1917 - 2 avril 1918   | 65e         | |
| John W. Rainey (en)           | Démocrate                      | 2 avril 1918 - 4 mai 1923        | 65e - 68e   | Élu pour terminer le mandat de Martin. Réélu en 1918. Réélu en 1920. Réélu en 1922. Décès. |
| Vacant                        | Vacant                         | 4 mai 1923 - 6 novembre 1923     | 68e         | |
| Thomas A. Doyle (en)          | Démocrate                      | 6 novembre 1923 - 3 mars 1931    | 68e - 71e   | Élu pour terminer le mandat de Rainey. Réélu en 1924. Réélu en 1926. Réélu en 1928. |
| Harry P. Beam (en)            | Démocrate                      | 4 mars 1931 - 6 décembre 1942    | 72e - 77e   | Élu en 1930. Réélu en 1932. Réélu en 1934. Réélu en 1936. Réélu en 1938. Réélu en 1940. Démissionne après avoir été élu Juge de la Cour Municipal de Chicago.                                             |
| Vacant                        | Vacant                         | 6 décembre 1942 - 3 janvier 1943 | 77e         | |
| Martin Gorski (en)            | Démocrate                      | 3 janvier 1943 - 3 janvier 1949  | 78e - 80e   | Élu en 1942. Réélu en 1944. Réélu en 1946. Redécoupage vers le 5e district. |
| James V. Buckley (en)         | Démocrate                      | 3 janvier 1949 - 3 janvier 1951  | 81e         | Élu en 1948. |
| William E. McVey (en)         | Républicain                    | 3 janvier 1951 - 10 août 1958    | 82e - 85e   | Élu en 1950. Réélu en 1952. Réélu en 1954. Réélu en 1956. Décès. |
| Vacant                        | Vacant                         | 10 août 1958 - 3 janvier 1959    | 85e         | |
| Edward Derwinski              | Républicain                    | 3 janvier 1959 - 3 janvier 1983  | 86e - 97e   | Élu en 1958. Réélu en 1960. Réélu en 1962. Réélu en 1964. Réélu en 1966. Réélu en 1968. Réélu en 1970. Réélu en 1972. Réélu en 1974. Réélu en 1976. Réélu en 1980.                                        |
| George M. O'Brien             | Républicain                    | 3 janvier 1983 - 17 juillet 1986 | 98e , 99e   | Redécoupage depuis le 17e district et réélu en 1982. Réélu en 1984. Décès. |
| Vacant                        | Vacant                         | 17 juillet 1986 - 3 janvier 1987 | 99e         | |
| Jack Davis                    | Républicain                    | 3 janvier 1987 - 3 janvier 1989  | 100e        | Élu en 1986. |
| George E. Sangmeister         | Démocrate                      | 3 janvier 1989 - 3 janvier 1993  | 101e , 102e | Élu en 1988. Réélu en 1990. Redécoupage vers le 11e district. |
| Luis Gutiérrez                | Démocrate                      | 3 janvier 1993 - 3 janvier 2019  | 103e - 115e | Élu en 1992. Réélu en 1994. Réélu en 1996. Réélu en 1998. Réélu en 2000. Réélu en 2002. Réélu en 2004. Réélu en 2006. Réélu en 2008. Réélu en 2010. Réélu en 2012. Réélu en 2014. Réélu en 2016. Retrait. |
| Jesús « Chuy » García         | Démocrate                      | 3 janvier 2019 - Présent         | 116e - 118e | Élu en 2018. Réélu en 2020. Réélu en 2022. |

## Résultats des récentes élections
Voici les résultats des dix précédents cycles électoraux dans le district.

### 2004
| Élection de 2004 du 4e district congressionnel de l'Illinois | Élection de 2004 du 4e district congressionnel de l'Illinois | Élection de 2004 du 4e district congressionnel de l'Illinois | Élection de 2004 du 4e district congressionnel de l'Illinois | Élection de 2004 du 4e district congressionnel de l'Illinois |
| ------------------------------------------------------------ | ------------------------------------------------------------ | ------------------------------------------------------------ | ------------------------------------------------------------ | ------------------------------------------------------------ |
| Parti                                                        | Parti                                                        | Candidat                                                     | Votes                                                        | %                                                            |
|                                                              | Démocrate                                                    | Luis Gutierrez (sortant)                                     | 104 761                                                      | 83,71                                                        |
|                                                              | Républicain                                                  | Tony Lopez-Cisneros                                          | 15 536                                                       | 12,41                                                        |
|                                                              | Libertarien                                                  | Jake Witmer                                                  | 4 845                                                        | 3,87                                                         |
| Total des votes                                              | Total des votes                                              | Total des votes                                              | 125 142                                                      | 100 %                                                        |
|                                                              | Les Démocrates conservent                                    |                                                              |                                                              |                                                              |

### 2006
| Élection de 2006 du 4e district congressionnel de l'Illinois | Élection de 2006 du 4e district congressionnel de l'Illinois | Élection de 2006 du 4e district congressionnel de l'Illinois | Élection de 2006 du 4e district congressionnel de l'Illinois | Élection de 2006 du 4e district congressionnel de l'Illinois |
| ------------------------------------------------------------ | ------------------------------------------------------------ | ------------------------------------------------------------ | ------------------------------------------------------------ | ------------------------------------------------------------ |
| Parti                                                        | Parti                                                        | Candidat                                                     | Votes                                                        | %                                                            |
|                                                              | Démocrate                                                    | Luis Gutierrez (sortant)                                     | 69 910                                                       | 85,84                                                        |
|                                                              | Républicain                                                  | Ann Melichar                                                 | 11 532                                                       | 14,16                                                        |
| Total des votes                                              | Total des votes                                              | Total des votes                                              | 81 442                                                       | 100 %                                                        |
|                                                              | Les Démocrates conservent                                    |                                                              |                                                              |                                                              |

### 2008
| Élection de 2008 du 4e district congressionnel de l'Illinois | Élection de 2008 du 4e district congressionnel de l'Illinois | Élection de 2008 du 4e district congressionnel de l'Illinois | Élection de 2008 du 4e district congressionnel de l'Illinois | Élection de 2008 du 4e district congressionnel de l'Illinois |
| ------------------------------------------------------------ | ------------------------------------------------------------ | ------------------------------------------------------------ | ------------------------------------------------------------ | ------------------------------------------------------------ |
| Parti                                                        | Parti                                                        | Candidat                                                     | Votes                                                        | %                                                            |
|                                                              | Démocrate                                                    | Luis Gutierrez (sortant)                                     | 112 529                                                      | 80,60                                                        |
|                                                              | Républicain                                                  | Daniel Cunningham                                            | 16 024                                                       | 11,48                                                        |
|                                                              | Vert                                                         | Omar N. Lopez                                                | 11 053                                                       | 7,92                                                         |
| Total des votes                                              | Total des votes                                              | Total des votes                                              | 139 606                                                      | 100 %                                                        |
|                                                              | Les Démocrates conservent                                    |                                                              |                                                              |                                                              |

### 2010
| Élection de 2010 du 4e district congressionnel de l'Illinois | Élection de 2010 du 4e district congressionnel de l'Illinois | Élection de 2010 du 4e district congressionnel de l'Illinois | Élection de 2010 du 4e district congressionnel de l'Illinois | Élection de 2010 du 4e district congressionnel de l'Illinois |
| ------------------------------------------------------------ | ------------------------------------------------------------ | ------------------------------------------------------------ | ------------------------------------------------------------ | ------------------------------------------------------------ |
| Parti                                                        | Parti                                                        | Candidat                                                     | Votes                                                        | %                                                            |
|                                                              | Démocrate                                                    | Luis Gutierrez (sortant)                                     | 63 273                                                       | 77,36                                                        |
|                                                              | Républicain                                                  | Israel Vasquez                                               | 11 711                                                       | 14,32                                                        |
|                                                              | Vert                                                         | Robert J. Burns                                              | 6 808                                                        | 8,32                                                         |
| Total des votes                                              | Total des votes                                              | Total des votes                                              | 81 792                                                       | 100 %                                                        |
|                                                              | Les Démocrates conservent                                    |                                                              |                                                              |                                                              |

### 2012
| Élection de 2008 du 4e district congressionnel de l'Illinois | Élection de 2008 du 4e district congressionnel de l'Illinois | Élection de 2008 du 4e district congressionnel de l'Illinois | Élection de 2008 du 4e district congressionnel de l'Illinois | Élection de 2008 du 4e district congressionnel de l'Illinois |
| ------------------------------------------------------------ | ------------------------------------------------------------ | ------------------------------------------------------------ | ------------------------------------------------------------ | ------------------------------------------------------------ |
| Parti                                                        | Parti                                                        | Candidat                                                     | Votes                                                        | %                                                            |
|                                                              | Démocrate                                                    | Luis Gutierrez (sortant)                                     | 133 226                                                      | 83,0                                                         |
|                                                              | Républicain                                                  | Hector Concepcion                                            | 27 279                                                       | 17,0                                                         |
|                                                              | Indépendant                                                  | Ymelda Viramontes                                            | 4                                                            | 0,0                                                          |
| Total des votes                                              | Total des votes                                              | Total des votes                                              | 160 509                                                      | 100 %                                                        |
|                                                              | Les Démocrates conservent                                    |                                                              |                                                              |                                                              |

### 2014
| Élection de 2008 du 4e district congressionnel de l'Illinois | Élection de 2008 du 4e district congressionnel de l'Illinois | Élection de 2008 du 4e district congressionnel de l'Illinois | Élection de 2008 du 4e district congressionnel de l'Illinois | Élection de 2008 du 4e district congressionnel de l'Illinois |
| ------------------------------------------------------------ | ------------------------------------------------------------ | ------------------------------------------------------------ | ------------------------------------------------------------ | ------------------------------------------------------------ |
| Parti                                                        | Parti                                                        | Candidat                                                     | Votes                                                        | %                                                            |
|                                                              | Démocrate                                                    | Luis Gutierrez (sortant)                                     | 79 666                                                       | 78,1                                                         |
|                                                              | Républicain                                                  | Hector Concepcion                                            | 22 278                                                       | 21,9                                                         |
| Total des votes                                              | Total des votes                                              | Total des votes                                              | 101 944                                                      | 100 %                                                        |
|                                                              | Les Démocrates conservent                                    |                                                              |                                                              |                                                              |

### 2016
| Élection de 2016 du 4e district congressionnel de l'Illinois | Élection de 2016 du 4e district congressionnel de l'Illinois | Élection de 2016 du 4e district congressionnel de l'Illinois | Élection de 2016 du 4e district congressionnel de l'Illinois | Élection de 2016 du 4e district congressionnel de l'Illinois |
| ------------------------------------------------------------ | ------------------------------------------------------------ | ------------------------------------------------------------ | ------------------------------------------------------------ | ------------------------------------------------------------ |
| Parti                                                        | Parti                                                        | Candidat                                                     | Votes                                                        | %                                                            |
|                                                              | Démocrate                                                    | Luis Gutierrez (sortant)                                     | 171 297                                                      | 100 %                                                        |
|                                                              | Les Démocrates conservent                                    |                                                              |                                                              |                                                              |

### 2018
| Élection de 2018 du 4e district congressionnel de l'Illinois | Élection de 2018 du 4e district congressionnel de l'Illinois | Élection de 2018 du 4e district congressionnel de l'Illinois | Élection de 2018 du 4e district congressionnel de l'Illinois | Élection de 2018 du 4e district congressionnel de l'Illinois |
| ------------------------------------------------------------ | ------------------------------------------------------------ | ------------------------------------------------------------ | ------------------------------------------------------------ | ------------------------------------------------------------ |
| Parti                                                        | Parti                                                        | Candidat                                                     | Votes                                                        | %                                                            |
|                                                              | Démocrate                                                    | Chuy Garcia                                                  | 143 895                                                      | 86,6                                                         |
|                                                              | Républicain                                                  | Mark Loch                                                    | 22 294                                                       | 13,4                                                         |
| Total des votes                                              | Total des votes                                              | Total des votes                                              | 166 189                                                      | 100 %                                                        |
|                                                              | Les Démocrates conservent                                    |                                                              |                                                              |                                                              |

### 2020
| Élection de 2020 du 4e district congressionnel de l'Illinois, | Élection de 2020 du 4e district congressionnel de l'Illinois, | Élection de 2020 du 4e district congressionnel de l'Illinois, | Élection de 2020 du 4e district congressionnel de l'Illinois, | Élection de 2020 du 4e district congressionnel de l'Illinois, |
| ------------------------------------------------------------- | ------------------------------------------------------------- | ------------------------------------------------------------- | ------------------------------------------------------------- | ------------------------------------------------------------- |
| Parti                                                         | Parti                                                         | Candidat                                                      | Votes                                                         | %                                                             |
|                                                               | Démocrate                                                     | Chuy Garcia (sortant)                                         | 187 219                                                       | 84,05                                                         |
|                                                               | Républicain                                                   | Jesus E. Solorio Jr.                                          | 35 518                                                        | 15,95                                                         |
| Total des votes                                               | Total des votes                                               | Total des votes                                               | 222 737                                                       | 100 %                                                         |
|                                                               | Les Démocrates conservent                                     |                                                               |                                                               |                                                               |

### 2022
| Primaire Démocrate de 2022 du 4e district congressionnel de l'Illinois | Primaire Démocrate de 2022 du 4e district congressionnel de l'Illinois | Primaire Démocrate de 2022 du 4e district congressionnel de l'Illinois | Primaire Démocrate de 2022 du 4e district congressionnel de l'Illinois | Primaire Démocrate de 2022 du 4e district congressionnel de l'Illinois |
| ---------------------------------------------------------------------- | ---------------------------------------------------------------------- | ---------------------------------------------------------------------- | ---------------------------------------------------------------------- | ---------------------------------------------------------------------- |
| Parti                                                                  | Parti                                                                  | Candidat                                                               | Votes                                                                  | %                                                                      |
|                                                                        | Démocrate                                                              | Chuy Garcia (sortant)                                                  | 37 499                                                                 | 100 %                                                                  |

| Primaire Républicaine de 2022 du 4e district congressionnel de l'Illinois | Primaire Républicaine de 2022 du 4e district congressionnel de l'Illinois | Primaire Républicaine de 2022 du 4e district congressionnel de l'Illinois | Primaire Républicaine de 2022 du 4e district congressionnel de l'Illinois | Primaire Républicaine de 2022 du 4e district congressionnel de l'Illinois |
| ------------------------------------------------------------------------- | ------------------------------------------------------------------------- | ------------------------------------------------------------------------- | ------------------------------------------------------------------------- | ------------------------------------------------------------------------- |
| Parti                                                                     | Parti                                                                     | Candidat                                                                  | Votes                                                                     | %                                                                         |
|                                                                           | Républicain                                                               | James Falakos                                                             | 12 192                                                                    | 100 %                                                                     |

| Élection de 2022 du 4e district congressionnel de l'Illinois | Élection de 2022 du 4e district congressionnel de l'Illinois | Élection de 2022 du 4e district congressionnel de l'Illinois | Élection de 2022 du 4e district congressionnel de l'Illinois | Élection de 2022 du 4e district congressionnel de l'Illinois |
| ------------------------------------------------------------ | ------------------------------------------------------------ | ------------------------------------------------------------ | ------------------------------------------------------------ | ------------------------------------------------------------ |
| Parti                                                        | Parti                                                        | Candidat                                                     | Votes                                                        | %                                                            |
|                                                              | Démocrate                                                    | Chuy Garcia (sortant)                                        | 91 036                                                       | 68,4                                                         |
|                                                              | Républicain                                                  | James Falakos                                                | 37 352                                                       | 28,1                                                         |
|                                                              | Working Class Party (en)                                     | Ed Hershey                                                   | 4 605                                                        | 3,5                                                          |
|                                                              | Write-in                                                     | Alicia Martinez                                              | 54                                                           | 0,0                                                          |
| Total des votes                                              | Total des votes                                              | Total des votes                                              | 133 047                                                      | 100 %                                                        |
|                                                              | Les Démocrates conservent                                    |                                                              |                                                              |                                                              |

### 2024
| Primaire Démocrate de 2024 du 4e district congressionnel de l'Illinois | Primaire Démocrate de 2024 du 4e district congressionnel de l'Illinois | Primaire Démocrate de 2024 du 4e district congressionnel de l'Illinois | Primaire Démocrate de 2024 du 4e district congressionnel de l'Illinois | Primaire Démocrate de 2024 du 4e district congressionnel de l'Illinois |
| ---------------------------------------------------------------------- | ---------------------------------------------------------------------- | ---------------------------------------------------------------------- | ---------------------------------------------------------------------- | ---------------------------------------------------------------------- |
| Parti                                                                  | Parti                                                                  | Candidat                                                               | Votes                                                                  | %                                                                      |
|                                                                        | Démocrate                                                              | Chuy Garcia (sortant)                                                  | 30 443                                                                 | 69,6                                                                   |
|                                                                        | Démocrate                                                              | Raymond Lopez                                                          | 13 286                                                                 | 30,4                                                                   |

| Élection de 2024 du 4e district congressionnel de l'Illinois | Élection de 2024 du 4e district congressionnel de l'Illinois | Élection de 2024 du 4e district congressionnel de l'Illinois | Élection de 2024 du 4e district congressionnel de l'Illinois | Élection de 2024 du 4e district congressionnel de l'Illinois |
| ------------------------------------------------------------ | ------------------------------------------------------------ | ------------------------------------------------------------ | ------------------------------------------------------------ | ------------------------------------------------------------ |
| Parti                                                        | Parti                                                        | Candidat                                                     | Votes                                                        | %                                                            |
|                                                              | Démocrate                                                    | Chuy Garcia (sortant)                                        | 139 343                                                      | 67,5                                                         |
|                                                              | Républicain                                                  | Lupe Castillo                                                | 56 323                                                       | 27,3                                                         |
|                                                              | Working Class Party (en)                                     | Ed Hershey                                                   | 10 704                                                       | 5,2                                                          |
|                                                              | Indépendant                                                  | Alicia Martinez (write-in)                                   | 26                                                           | 0,0                                                          |
| Total des votes                                              | Total des votes                                              | Total des votes                                              | 206 396                                                      | 100 %                                                        |
|                                                              | Les Démocrates conservent                                    |                                                              |                                                              |                                                              |